# Dracula (Roman)

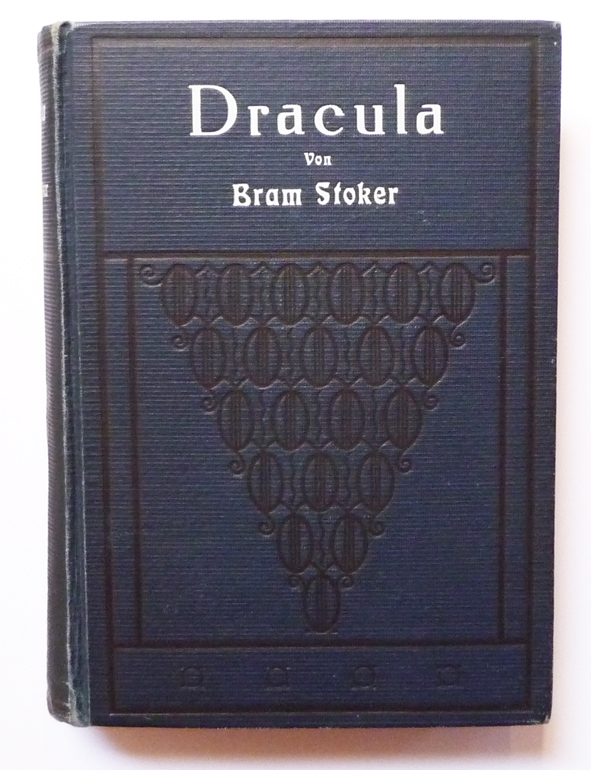
Deutsche Erstausgabe, Max Altmann, Leipzig 1908

Dracula ist ein 1897 veröffentlichter Roman des irischen Schriftstellers Bram Stoker. Die zentrale Figur, Graf Dracula, ist der wohl berühmteste Vampir der Literaturgeschichte.

## Handlung

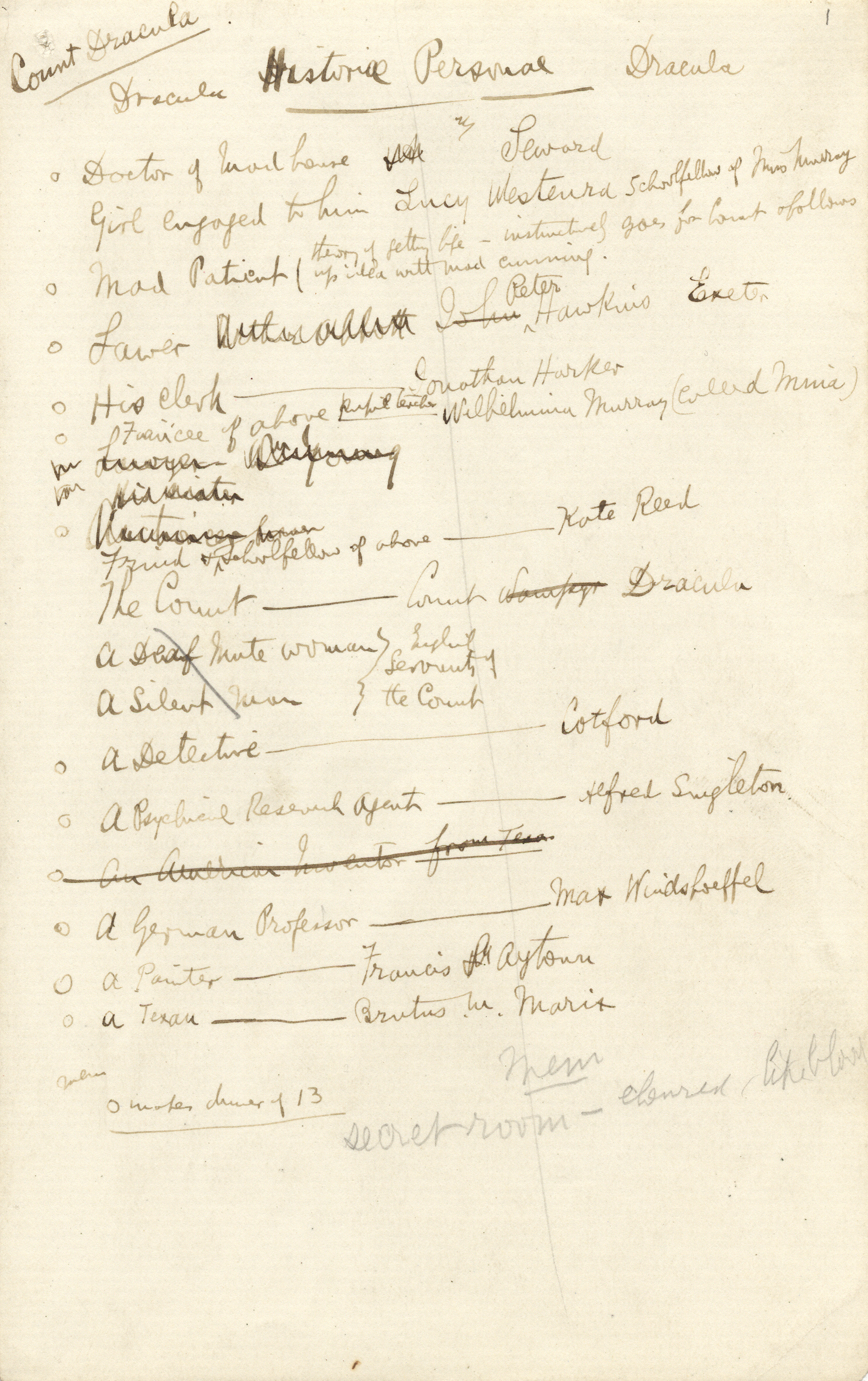
Stokers Notizen mit den Figuren des Romans

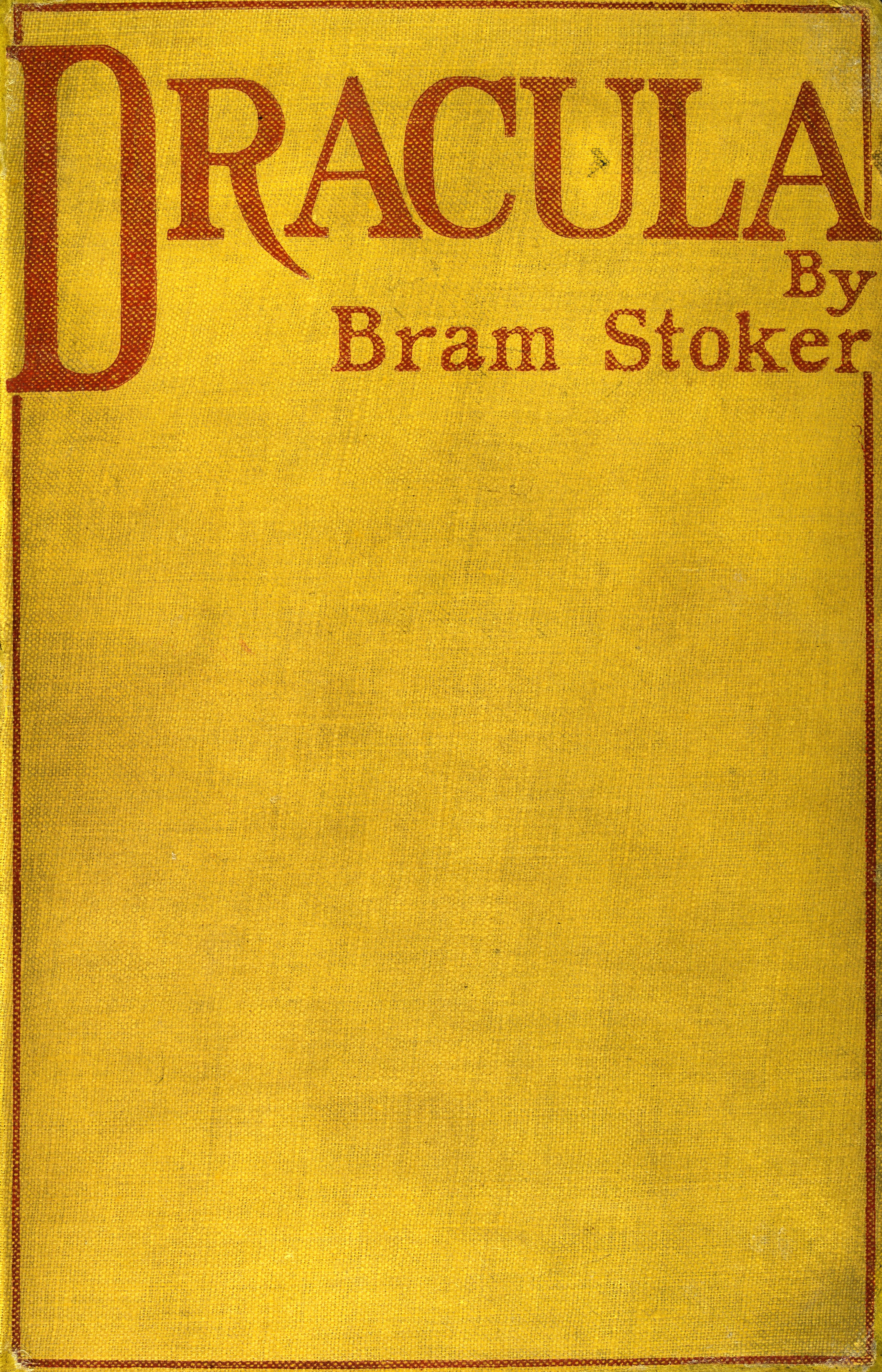
Einband der englischen Erstausgabe von 1897

Der Londoner Rechtsanwalt Jonathan Harker reist auf Wunsch des Grafen Dracula nach Transsylvanien (deutsch Siebenbürgen), da dieser über Harkers Arbeitgeber in der Nähe von London ein Grundstück erwerben will. Auf der Hinfahrt bemerkt Harker einige für ihn wunderliche Dinge. Eine Anwohnerin übergibt Harker einen Rosenkranz, um ihn zu schützen. In Bistritz nimmt er eine Postkutsche, und am Borgo-Pass wird er von einem Kutscher abgeholt, der ihn zum Wohnsitz des Grafen fährt. Die ersten Tage verlaufen ruhig, doch Harker wird gebeten, einige Räume nicht zu betreten, und verspricht, sich daran zu halten. Er bemerkt, dass der Graf kein Spiegelbild hat und einen gierigen Gesichtsausdruck beim Anblick von Blut bekommt, als er sich bei der Rasur schneidet. Bald wird der Graf dem jungen Engländer unheimlich, schon allein seine äußerliche Erscheinung ist seltsam: lange, sehr weiße, spitze Zähne und auffällig rote Lippen.
Harker darf das Schloss nicht verlassen und wird des Nachts Zeuge, wie Dracula eine Wand hinabklettert, als sei er eine Eidechse. Außerdem wird er gewarnt, er dürfe in keinem anderen Zimmer einschlafen als in seinem eigenen. Eines Tages betritt er ein neues Zimmer, schläft ein und wird von drei sehr hübschen jungen Frauen entdeckt, die wie der Graf ungewöhnlich rote Lippen und spitze, leuchtende Zähne haben. Harker stellt sich schlafend und wird von einer der Frauen fast gebissen, doch Dracula erscheint plötzlich und hält die Frau davon ab. Der Graf lässt erkennen, dass er den jungen Harker für sich haben will, und wirft den Damen einen Sack mit einem darin gefangenen, wimmernden Kind vor, auf das sie sich hungrig stürzen.
Seit diesem Erlebnis hat Harker Todesangst, er rechnet mit seinem baldigen Tod. Zweimal zwingt ihn der Graf, Briefe mit unverfänglichem Inhalt an seine Verlobte und seinen Arbeitgeber zu schicken. Der Graf bietet Harker in scheinbarer Freundlichkeit Gelegenheit zur Flucht, doch traut sich dieser nicht an den vom Grafen beherrschten Wölfen vorbei, die zuvor eine Frau zerfleischt haben. Harker entdeckt im Schloss eine Gruft, in der Dracula tagsüber in einer mit Erde gefüllten Kiste liegt, die zusammen mit 49 weiteren Kisten auf dem Schiff Demeter nach England gebracht wird. Dem jungen Mann gelingt schließlich doch noch die Flucht aus dem Schloss.
Gut einen Monat später läuft das Schiff in einem schweren Unwetter in den Hafen der Stadt Whitby in Yorkshire ein. Die Mannschaft scheint bis auf den an das Steuer gebundenen toten Kapitän verschwunden zu sein, und im Augenblick der Landung der Demeter im Hafen springt ein großer schwarzer Hund an Land und verschwindet. Aus dem Logbuch des Kapitäns erfährt man, dass sich offenbar „etwas“ oder „ein fremder Mann“ an Bord befunden habe und die Mannschaft Matrose für Matrose verschwand, bis nur noch der Kapitän übrig blieb.
Mina Murray, Jonathan Harkers Verlobte, ist zu ihrer Freundin Lucy Westenra nach Whitby gefahren. Hier ereignen sich nun eigenartige Dinge. Lucy erkrankt an einem starken Somnambulismus, und Mina bemerkt eines Tages zwei punktförmige Male am Hals ihrer Freundin. Da Lucys Verlobter Arthur Holmwood wegen einer schweren Erkrankung seines Vaters Lord Godalming wenig Zeit hat, sich um seine Braut zu kümmern, und weil Lucys Mutter ebenfalls schwer krank ist, bittet er seinen Freund, den Irrenarzt Dr. John Seward, der ebenfalls um Lucys Gunst geworben hat, sich um sie zu kümmern.
Seward ist der Leiter einer Anstalt neben Carfax, dem zukünftigen Heim Draculas. In seiner Pflege befindet sich auch ein Mann namens Renfield, der Fliegen, Spinnen und Sperlinge verspeist. Seward weiß sich in Bezug auf Lucys Krankheit keinen Rat und benachrichtigt seinen ehemaligen Lehrer, Professor Abraham van Helsing aus Amsterdam. Dieser weiß sofort, dass er es mit einem Vampir zu tun hat – was er jedoch zunächst verschweigt –, und veranlasst Holmwood, seiner Verlobten wegen ihres starken Blutverlustes eine Blutspende zu geben.
Lucy wird jedoch in den darauffolgenden Nächten erneut heimgesucht, auch weil ihre unwissende Mutter die zum Schutz ihrer Tochter aufgehängten Knoblauchblüten entfernt hat. Nachdem der Vampir mit Hilfe eines aus dem London Zoo ausgebrochenen Grauwolfs bei ihr einbricht, stirbt Lucy, obwohl mittlerweile auch Dr. Seward, Prof. van Helsing und der Amerikaner Quincey P. Morris, ein weiterer Verehrer Lucys, Blut für sie gespendet hatten. Lucy wird zur Untoten und erwählt sich Kinder zum Opfer.
Jonathan Harker ist inzwischen zurückgekehrt: Er hat drei Monate in einem Hospital in Budapest zugebracht und Mina, die ihn dort besucht hat, geheiratet. Unterdessen ist Arthurs Vater gestorben, und auch Harkers Vorgesetzter Hawkins stirbt kurz nach der Heimkehr Jonathans. Durch Harkers Tagebuch informiert, ist van Helsing fest entschlossen, mit den anderen den Vampir zu jagen und zu töten. Zunächst einmal muss die Gruppe Lucy von dem Fluch befreien und sie daran hindern, ihr nächtliches Unwesen zu treiben. Dazu schlägt ihr Verlobter ihr einen Holzpflock ins Herz. Ferner wird ihr Kopf abgetrennt und der Mund mit Knoblauch gefüllt.
Danach beginnt die Gruppe eine Suchaktion nach dem Vampir durch London, da die erdgefüllten Kisten auf verschiedene Orte der Stadt verteilt worden sind. Mina bleibt derweil in Sewards Heilanstalt, wo sie jedoch von Dracula heimgesucht und gezwungen wird, sein Blut zu trinken. Außerdem tötet er Renfield, nachdem dieser ihm Einlass zur Anstalt verschafft hat, aber verhindern wollte, dass Dracula Mina zur Untoten macht.
Der Vampir kann zunächst von den Männern in die Flucht geschlagen werden und tritt seine Rückreise nach Transsylvanien an. Mina bekommt von van Helsing eine Hostie auf die Stirn gelegt, die ein Brandmal hinterlässt. Mina kann sich durch ihre Blutsverbindung mit dem Grafen in diesen einfühlen und teilt den anderen unter Hypnose dessen Empfindungen mit, woraus diese auf seinen Aufenthaltsort zu schließen versuchen. Sie vermuten, dass er nach Warna (Bulgarien) will, und fahren mit der Eisenbahn dorthin.
Da der Graf durch seine Verbindung mit Mina von ihrem Aufenthaltsort erfährt, steuert er das Schiff stattdessen nach Galatz, was der Gruppe durch ein Telegramm von Lloyd’s Register mitgeteilt wird. Mina erarbeitet aufgrund von logischen Schlüssen, dass der Graf nun auf einem Schiff den Sereth und die Bistritza herauffährt, um zu seinem Schloss zu kommen. Die Gruppe teilt sich, um Dracula abzufangen. In der Nähe des Schlosses können sie ihn kurz vor Sonnenuntergang stellen. Nachdem sie erfolgreich gegen die „Zigeuner“, die die Kiste transportiert haben, gekämpft haben, enthauptet Harker den Vampir mit seinem Kukri, während Morris dessen Herz mit einem Jagdmesser durchbohrt. Draculas Körper zerfällt, und Minas Narbe verschwindet. Zu beklagen ist jedoch der Tod von Quincey P. Morris, dem die „Zigeuner“ tödliche Verletzungen zugefügt haben.
Sieben Jahre später bekommt Mina von Jonathan einen Sohn, den die Eltern nach ihren Freunden benennen. Sein Rufname, Quincey, soll immer an ihren Freund erinnern, der bei der Vernichtung des Grafen Dracula umgekommen ist.

## Aufbau
Der Roman ist eine Mischung aus Reise-, Liebes-, Abenteuerroman und Schauergeschichte und besteht formal aus einer Folge von Tagebucheintragungen, Mitschriften von Phonographaufnahmen, Briefen und Zeitungsartikeln. Um jedoch die Protagonisten einheitlich handeln zu lassen und Missverständnisse zwischen ihnen zu vermeiden, weiht der Autor die Figuren jeweils in die Gedanken und Aufzeichnungen der anderen ein, indem er einzelne Personen die Tagebücher der übrigen lesen lässt, so zum Beispiel van Helsing die Notizen Jonathan Harkers.
Die Tatsache, dass im Roman ein einzelner auktorialer oder personaler Erzähler fehlt, verleiht dem Ganzen ein dokumentarisches und pseudoreales Gepräge. Zudem kann das Werk als frühes Beispiel der multiplen internen Fokalisierung angesehen werden. Der Tagebuchcharakter des Romans bewirkt beim Leser eine Unmittelbarkeit der Teilnahme an der Handlung, die jedoch dadurch abgeschwächt wird, dass den Aufzeichnungen der Einzelfiguren größtenteils ein individueller Stil fehlt.

## Hintergrund
Der Vampirroman Dracula folgte einer ganzen Reihe von Geschichten über Vampire, die in der Romantik und später im 19. Jahrhundert zu einem beliebten Topos der Literatur wurden. Darüber hinaus wird er dem Genre des Schauerromans zugeordnet, weil Stoker Elemente wie alte Schlösser, Ahnenflüche und übernatürliche Erscheinungen in seinem Roman verwendet.
Besonders beeinflusst und beeindruckt war Stoker von der Erzählung Carmilla des Iren Joseph Sheridan Le Fanu. So sollte auch Stokers Roman zunächst in der Steiermark spielen. In einem frühen Text ließ er seinen Protagonisten Jonathan Harker das Grab einer aus der Steiermark stammenden Vampirin entdecken. Dieser Text wurde postum (1914) als eigenständige Kurzgeschichte unter dem Titel Draculas Gast veröffentlicht. 
Bram Stoker hat auch das Buch The Land beyond the Forest. Facts and Fancies from Transsylvania (Edinburgh und New York 1888) der schottischen Reiseschriftstellerin Emily Gerard als Informationsquelle genutzt. Sie beschreibt dort die Sagengestalt Nosferatu, den Stoker mit Untoter übersetzt. Bereits drei Jahre zuvor hatte sie in einem Magazin über den Volksglauben der Bewohner von Siebenbürgen berichtet.
Auffällig ist der Satz „Die Toten reiten schnell“, welcher im Roman und in Draculas Gast auftaucht. Dieser Satz stammt ursprünglich aus der Ballade Lenore, was einen Einfluss des Werkes auf Stoker nicht ausschließen lässt.
Den ungarischen Orientalisten Arminius Vámbéry, mit dem Stoker bekannt war und von dem er auf die Figur des Vlad Țepeș gestoßen worden sein soll, arbeitete der Autor sogar als Verbindungsmann van Helsings in den Roman ein.
Zur Zeit des Romans war das heute rumänische Transsylvanien (Siebenbürgen) ein Teil des Königreichs Ungarn und der k.u.k.-Monarchie Österreich-Ungarn. Jedoch war Stoker in seinem gesamten Leben niemals an den „exotischen“ Orten seines Romans. Er stellte deshalb umfangreiche Nachforschungen an und durchforstete Bibliotheken und Archive, vor allem die des Britischen Museums. Als Unterlagen dienten ihm Militärkarten, Vampirsagen und Berichte englischer Reisender. Seine Recherchen waren so genau, dass selbst die Zugfahrpläne, die im Roman genannt werden, mit der Wirklichkeit übereinstimmten. Diese und andere Daten entnahm er einem damals geläufigen Reiseführer, dem Baedeker für Österreich-Ungarn, der 1895 bereits in der 24. Auflage erschien.
Stoker ließ, auch wenn er keine Jahreszahl nennt, die Handlung in seiner Gegenwart spielen, was er mit Anspielungen auf Neue Frauen, den Einsatz von Phonographenwalzen, den Tod Jean-Martin Charcots 1893 und die Fahrt im Orient-Express verdeutlichte. Der Schoner Demeter aus Warna, mit dem Dracula nach England kommt, ist vermutlich eine Anspielung auf die Dimitri aus Narva, die 1885 vor Whitby sank.

## Hauptfiguren

### Graf Dracula

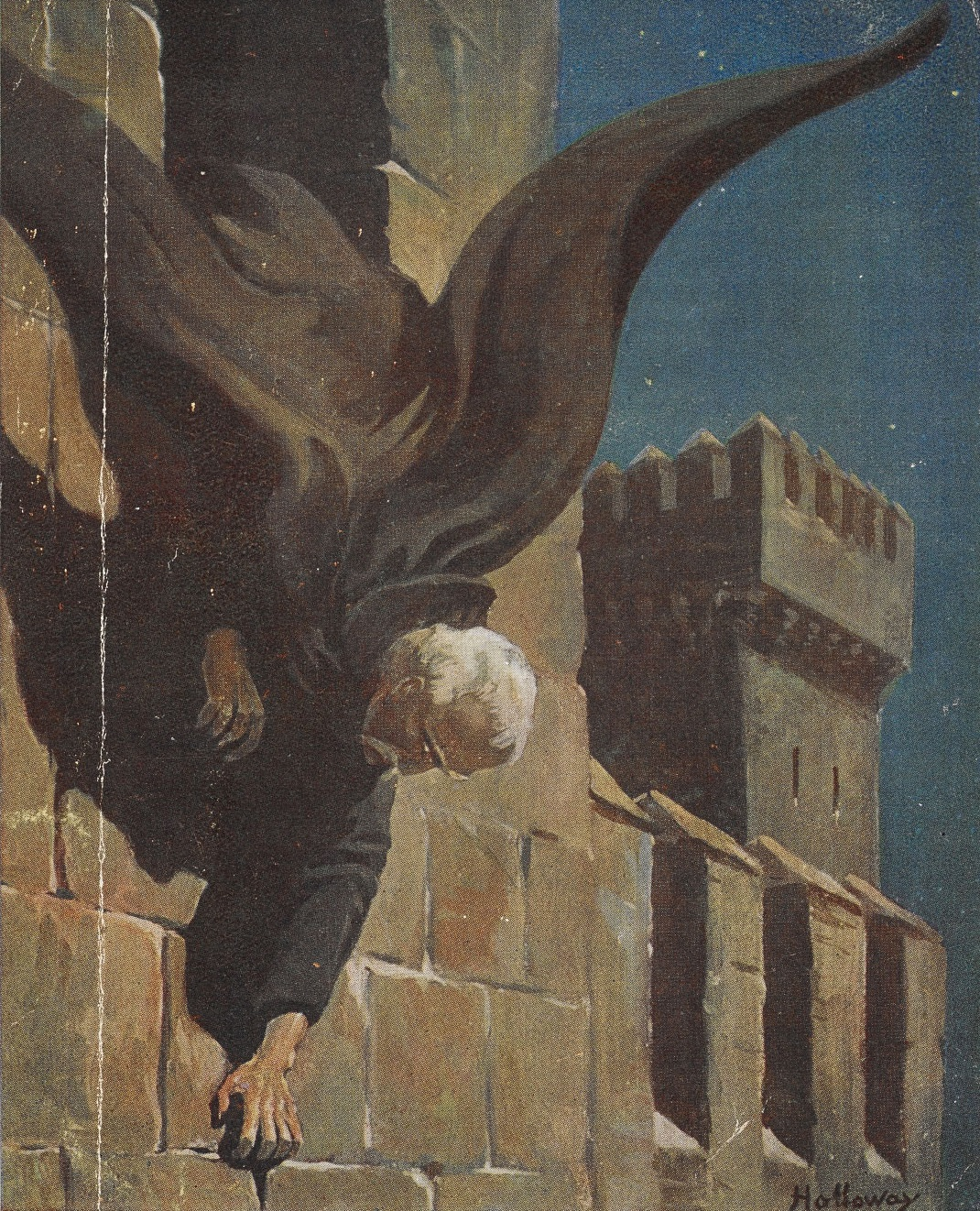
Dracula auf dem Titelbild der Ausgabe von 1919

Der Vampir Dracula ist der Antagonist des Romans. Er zeichnet sich durch List und Grausamkeit aus, sowohl gegen Menschen als auch gegen andere Vampire.
Zu seinen Lebzeiten war Dracula Woiwode und hat in den Türkenkriegen gekämpft. Außerdem war er Alchemist und ein Schüler des Satans. Er lebt mit drei Vampirinnen auf Schloss Dracula am damaligen Dreiländereck Ungarn-Bukowina-Rumänien in den Ostkarpaten.
Er wird als hochgewachsen, dünn und bleich beschrieben, mit spitzen Eckzähnen, roten Augen, einer Adlernase und Augenbrauen, die darüber fast zusammenwachsen. Er trägt einen langen weißen Schnurrbart und schwarze Kleidung.

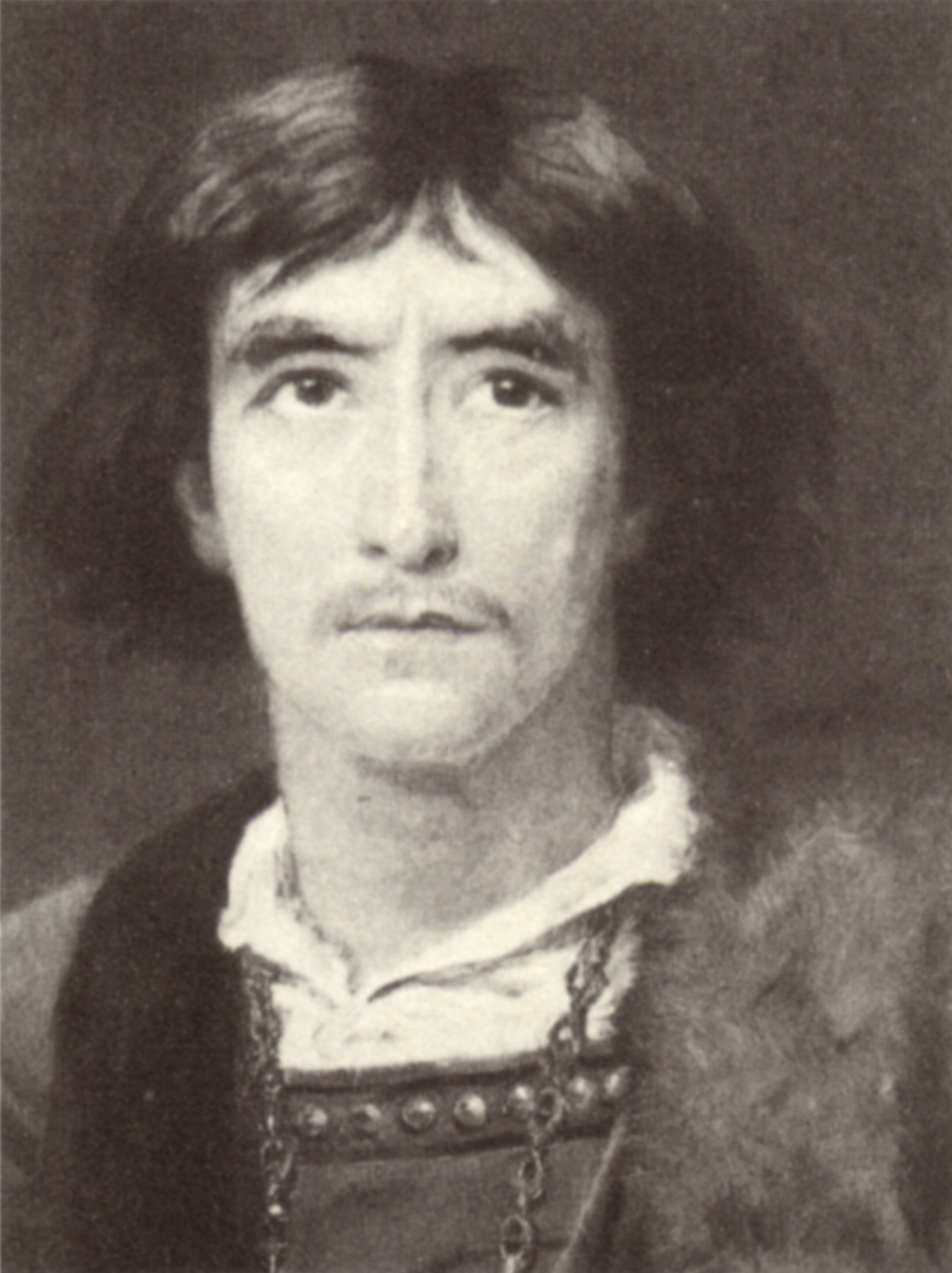
Stokers Klient, der Schauspieler Henry Irving (hier in einer Illustration als Hamlet), soll für Draculas Erscheinungsbild Pate gestanden haben.

Beim Aussehen seiner literarischen Figur orientierte sich Stoker u. a. an den Gesichtszügen des Shakespeare-Schauspielers Henry Irving, dessen Agent er war.

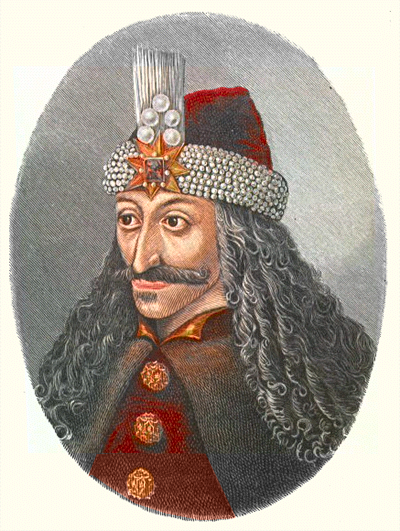
Vlad III., das mögliche Vorbild für Stokers Romanfigur

Bei der Schaffung der Figur soll Stoker durch Vlad III. (genannt Drăculea oder Țepeș) inspiriert worden sein. Diese in den 1970er Jahren populär gemachte These der Historiker Radu R. Florescu und Raymond T. McNally wurde jedoch von anderen Autoren in Frage gestellt. McNally äußerte die Vermutung, dass auch die Legende der „Blutgräfin“ um die ungarische Adlige Elisabeth Báthory zur Inspiration des Autors beigetragen haben kann, was jedoch umstritten ist (siehe Legenden um Elisabeth Báthory).
Der Literaturwissenschaftler Jörg Drews vertritt die Auffassung, dass Stoker aus einer reichen Tradition von Geschichten über Untote schöpfte, die durch die Pest- und Cholera-Epidemien des 18. und 19. Jh.s beflügelt worden seien. Diese Erzähltraditionen habe er mit Berichten über Vlad Drăculea verbunden, der in der ungarischen Überlieferung Dracole genannt werde.
Robert Eighteen-Bisang und Elizabeth Miller argumentieren, dass der „historische Voivode Dracula“ nur einen geringen Einfluss auf die literarische Figur habe, da weder in den Vorstudien zu Dracula noch im Roman selbst von den Vlad III. zugeschriebenen Gräueltaten (insbesondere dem charakteristischen Pfählen) die Rede sei. Die wenigen historischen Informationen (wie die Schlacht von Cassova, die Überquerung der Donau und der „Verrat“ seines Bruders) seien sämtlich William Wilkinsons An Account of the Principalities of Wallachia and Moldavia entnommen. Weitere Angaben wie Aussehen oder die Szekler-Herkunft sowie die Lokalisierung des Schlosses in der Nähe von Bistritz entsprechen nicht dem historischen Dracula. Nach Elizabeth Miller wählte Stoker den Namen „Dracula“ einzig aufgrund der bei Wilkinson enthaltenen, falschen oder zumindest ungenauen Übersetzung als „Teufel“.
Der österreichische Dokumentarfilm Die Vampirprinzessin stellt die Theorie auf, Eleonore von Schwarzenberg, eine Adlige aus dem böhmischen Hause Lobkowitz, solle für Stokers Roman als Inspiration gedient haben, da diese vom Volk als Vampirin gesehen worden sei. Allerdings finden sich weder Belege für diese Legende, noch finden sich entsprechende Stellen in Stokers Notizen.

### Abraham van Helsing
Van Helsing ist Doktor der Medizin, Doktor der Philosophie und Doctor Litterarum, praktizierender Arzt und lehrt an der Universität Amsterdam. Daneben ist er Anwalt. Aus Lucys Symptomen schließt er, dass sie Opfer eines Vampirs geworden ist, und überzeugt schließlich auch John Seward, Quincey P. Morris und Arthur Holmwood.
Die Figur ist ein Amalgam ursprünglich drei geplanter Charaktere: eines deutschen Professors für Geschichte namens Max Windshoeffel (eine Anspielung auf Friedrich Max Müller), eines Philosophiehistorikers und eines Detective-Inspectors.
Van Helsing ist aufgrund u. a. der Verwendung der Hostie als römischer oder Altkatholik zu erkennen. Obwohl er von Morris als Dutchman (Niederländer) bezeichnet wird, ist seine Nationalität umstritten.
Der Vorname Abraham ist der Stokers selbst, da Bram nur eine Kurzform desselben ist. Der Nachname ist möglicherweise von Dr. Hesselius, dem fiktiven Korrespondenten von Laura, der Protagonistin des Romans Carmilla, oder Johan Baptista van Helmont abgeleitet. Auch gibt es Parallelen zu Stokers Bruder William Thornley.

### Jonathan Harker
Der junge Rechtsanwalt, der gerade seine Prüfung zum Solicitor bestanden hat, tut die Warnungen der Rumänen Transsilvaniens zunächst als Aberglaube ab, nimmt ihre Geschenke, den Rosenkranz und die wilden Rosen, jedoch aus Höflichkeit an, was ihm später das Leben rettet. Er entdeckt, dass er von Dracula als Gefangener gehalten wird, und nachdem er erfährt, dass die drei Vampirinnen, die im Schloss leben, sein Blut trinken wollen, beschließt er, zu fliehen. Er erleidet eine Neurose und wird in einem Budapester Hospital behandelt. Nach seiner Rückkehr nach England glaubt er, an Wahnvorstellungen zu leiden, bis ihm van Helsing völlige Gesundheit diagnostiziert. Er schließt sich daraufhin van Helsing an und enthauptet schließlich Dracula.
Der Name ist an den eines Freunds Stokers, des Bühnenbildners am Lyceum Theatre Joseph Harker, angelehnt.

### Mina Murray
Wilhelmina Murray, genannt Mina, später Harker, ist Jonathans Verlobte und später Ehefrau. Einerseits repräsentiert sie eine selbstständige Neue Frau (eine Bewegung, zu der auch Stokers Mutter zählte), die maßgeblich zur Jagd auf Dracula beiträgt, andererseits die aufopferungsvolle Ehefrau. Sie erinnert stark an den Charakter Laura aus Carmilla, die ein ähnliches Verhältnis zu Bertha Spielsdorf, einem früheren Opfer Carmillas, hat wie Mina zu Lucy.

### Lucy Westenra
Lucy Westenra, in manchen Übersetzungen auch Westenraa, z. B. bei Willms, ist das erste bekannte Opfer Draculas in England. Sie erhält Heiratsanträge von Dr. Seward, Quincey P. Morris und Arthur Holmwood, und beklagt, dass sie nicht mehrere Männer heiraten kann. Sie erinnert an Trilby aus George du Mauriers gleichnamigen Roman. Als Vampirin wird sie von den Kindern, deren Blut sie trinkt, bloofer Lady (häufig als „blutige Dame“ übersetzt) genannt, vermutlich eine Anspielung auf den ebenfalls kindlichen Ausdruck boofer Lady (für beautiful Lady) in Charles Dickens’ Our Mutual Friend.

### John Seward
John Seward leitet die Anstalt in Purfleet (Essex, heute Thurrock), in der Renfield behandelt wird. Sie befindet sich neben Carfax, das Anwesen, das Dracula kauft. Sein Tagebuch spricht er auf einen Phonographen, den er auch anderen zur Verfügung stellt. Er ist der erste, der Lucy einen Heiratsantrag stellt. Nachdem sie Opfer Draculas geworden ist, holt er van Helsing nach England und wird von ihm nach Lucys Tod überzeugt, dass sie Opfer eines Vampirs und nun selbst zur Vampirin geworden ist. Sein Haus, in dem sich auch seine Anstalt befindet, wird zum Hauptquartier der Vampirjäger.

### Quincey P. Morris
Morris ist Texaner und die Heldenfigur im Roman. Er ist der zweite, der um Lucys Hand anhält. Seine Waffen sind ein Revolver und ein Bowiemesser, mit letzterem tötet er Dracula.

### Arthur Holmwood
Arthur Holmwood ist der Verlobte Lucys. Nach ihrem Tod erbt er das Vermögen ihrer Mutter, zusätzlich zu dem seines kurz zuvor verstorbenen Vaters, von dem er auch den Titel des Lord Godalming erbt. Durch sein Vermögen finanziert er die Vampirjagd.
Holmwood und Godalming sind reale Gemeinden in Surrey, einen „Lord Godalming“ gab es in der Peerage of England jedoch nie.

### R. M. Renfield
Renfield ist 59 Jahre alt und wurde von seinen Freunden in Sewards Psychiatrie eingewiesen. Er ist aufgrund seiner psychischen Störung, die von Seward „Zoophagie“ (Verzehr von Lebewesen) genannt wird, bereits zu Lebzeiten eine Art Vampir. Er ist besessen davon, sein Leben durch die Aufnahme von Körpern oder Blut anderer Lebewesen beliebig verlängern zu können. Er führt akribisch Buch über die von ihm verzehrten Tiere und ist außergewöhnlich belesen. Dracula, der ihm Fliegen und Totenkopfschwärmer schickt, wird von ihm „Meister“ genannt. Er hilft ihm, in Sewards Haus zu gelangen und bis zum Treffen mit Mina ist er ihm gegenüber loyal.
Nach ihm ist das Renfield-Syndrom benannt.

## Veröffentlichung
Am 26. Mai 1897 wurde das Buch in London von „Archibald Constable and Company“ veröffentlicht. Im selben Jahr erschien auch eine amerikanische Ausgabe bei The Country Life Press, Garden City.
Constable & Robinson veröffentlichte 2012 einen Nachdruck des Romans inklusive Faksimile des originalen Autorenvertrags Stokers mit „Archibald Constable and Company“.
Audible hat 2012 eine Hörbuchversion mit den Stimmen von Tim Curry, Alan Cumming, Simon Vance, Katherine Kellgren, Susan Duerden und anderen veröffentlicht. Dieses Hörbuch wurde 2013 bei der Verleihung der Audie Awards in der Kategorie Distinguished Achievement in Production geehrt.

## Übersetzungen

### Isländische und schwedische Fassungen
Die schon früh erschienenen isländischen und schwedischen Fassungen von Dracula sind für die Forschung von Interesse, da sie möglicherweise auf frühen Entwürfen des Romans von Bram Stoker basieren.
Die 1901 erschienene isländische Fassung Makt myrkranna („Macht der Finsternis“) blieb außerhalb Islands lange unbeachtet. Erstmals fand sie 1986 internationale Beachtung, als das von Bram Stoker anscheinend eigens für die isländische Ausgabe verfasste, jedoch mit 1898 datierte Vorwort ins Englische rückübersetzt wurde. 2014 stellte der niederländische Stoker-Experte Hans Corneel De Roos fest, dass diese isländische Fassung von Valdimar Ásmundsson keine bloße Übersetzung von Dracula ist. Die Geschichte ist kompakter, die meisten Hauptfiguren außer Dracula selbst tragen andere Namen, und der zweite Teil des Romans wird von einem allwissenden Erzähler statt in Form eines Briefromans erzählt. Verschiedene Szenen werden drastischer geschildert, die erotische Komponente ist stärker und Graf Dracula wird als Figur detaillierter ausgearbeitet.
Der britische Stoker-Forscher Clive Bloom vermutet, dass diese Unterschiede nicht nur auf Änderungen durch Valdimar Ásmundsson zurückgehen, sondern dass die Grundlage von Makt myrkranna wahrscheinlich ein früher Entwurf Stokers war. Ein starker Hinweis darauf ist unter anderem die Figur eines Detektivs namens Barrington, der in Dracula nicht vorkommt, jedoch in Stokers frühesten Notizen zu finden ist.
Nachdem Hans Corneel de Roos 2017 eine (Rück-)Übersetzung von Makt myrkranna unter dem Titel Powers of Darkness ins Englische veröffentlicht hatte, stellte sich heraus, dass schon 1899, also vor Makt myrkranna, eine schwedische Fassung mit dem gleichbedeutenden Titel Mörkrets makter in den Zeitungen Dagen und Aftonbladet erschienen war, auf der die isländische Fassung ihrerseits basieren könnte. De Roos kündigte an, mit dem „Entdecker“ der schwedischen Fassung Rickard Berghorn zusammenarbeiten zu wollen, um die Beziehungen zwischen Bram Stoker und seinen schwedischen und isländischen Übersetzern zu klären. Der schwedische Text sei vollständiger und enthalte Szenen, die weder in Dracula noch in Makt myrkranna vorkommen.

### Deutsche Ausgaben

Werbung für die erste deutsche Dracula-Ausgabe von 1908

Die folgende Auflistung bezieht sich jeweils auf das Jahr der Erstveröffentlichung (soweit ermittelbar) der betreffenden deutschen Übersetzung. Ältere Übertragungen erlebten seither zahlreiche Auflagen bei mehreren Verlagen.
- Dracula. Ein Vampyr-Roman. Deutsch von Heinz Widtmann. M. Altmann, Leipzig 1908.
- Dracula. Ein Vampirroman. Deutsch von Stasi Kull (Pseudonym von H. C. Artmann). Hanser, München 1967, ISBN 3-446-17333-1.
- Dracula. Deutsch von Wulf Bergner. Heyne, München 1967, ISBN 3-453-06262-0.
- Dracula. Der erste und beste Dracularoman der Weltliteratur. Deutsch von Bernhard Willms. Bastei Lübbe, Bergisch Gladbach 1993, ISBN 3-404-13449-4.
- Dracula. Deutsch von Karl Bruno Leder. Insel, Frankfurt am Main und Leipzig 2004, ISBN 3-458-34803-4.
- Dracula. Deutsch von Ulrich Bossier, Philipp Reclam jun. Stuttgart 2012 „Reclam Bibliothek“ ISBN 978-3-15-010800-0.
- Dracula. Deutsch von Andreas Nohl. Steidl, Göttingen 2012, ISBN 978-3-86930-462-5.

## Bühnenfassungen
Bereits während der Entstehungszeit des Romans hatte Stoker den Wunsch nach einer Dramatisierung seines Stoffes. Das Licht der Öffentlichkeit erblickte Dracula tatsächlich erstmals in Form einer szenischen Lesung am 18. Mai 1897, die Stoker am Lyceum Theatre veranstaltete, wo er selber als Bühnenmanager tätig war. Einer der Gründe für diese einmalig stattfindende Aufführung war, wie damals üblich, die Sicherung der Dramatisierungsrechte. Stoker verfasste extra für diese Aufführung eine eigene fünfaktige Lesefassung, samt Prolog, mit verteilten Rollen, die unter dem Titel Dracula, or The Un-Dead von fünfzehn Ensemblemitgliedern des Lyceum dargeboten wurde. Den Dracula gab ein Schauspieler namens Mr. Jones, gemeint war wahrscheinlich Thomas Arthur Jones (1871–1954), der somit zum ersten Dracula-Darsteller überhaupt avancierte.
Stoker hoffte in Folge immer, den Dracula auch einmal in einer vollgültigen Inszenierung im Lyceum aufführen zu können und den Theaterleiter selbst, seinen Arbeitgeber (und wohl auch heimliches Vorbild für die Dracula-Figur) Henry Irving, für die Hauptrolle zu gewinnen. Aber Irving war der Stoff zu trivial (er bezeichnete ihn als „grässlich“ – englisch: „dreadful“), und er weigerte sich, die Titelrolle zu übernehmen. So musste Stoker diesen Wunsch zunächst aufgeben. Erst Jahre später wurde Dracula für die Bühne adaptiert und zur Aufführung gebracht.
Hamilton Deane, ein Jugendfreund Stokers, verfasste das Theaterstück Dracula: The Vampire Play in 3 Acts, das 1925 in Derby Premiere hatte, den Dracula verkörperte Raymond Huntley. Es wurde schließlich von John L. Balderston für den US-amerikanischen Markt bearbeitet und zwei Jahre später in New York City mit dem späteren Leinwand-Dracula Bela Lugosi in der Hauptrolle uraufgeführt. In späteren Inszenierungen spielten u. a. Frank Langella, Ferdy Mayne, Terence Stamp, Martin Landau und Jeremy Brett die Rolle des gräflichen Vampirs auf der Bühne.
Am 13. Oktober 2001 wurde das Musical Dracula (Buch: Christopher Hampton und Don Black, Musik: Frank Wildhorn) im La Jolla Playhouse, San Diego (USA), uraufgeführt. Die deutschsprachige Erstaufführung fand am 23. April 2005 im Theater St. Gallen (Schweiz) statt.
Im Oktober 2017 wurde an der königlichen Oper in Stockholm die Oper Dracula der Komponistin Victoria Borisova-Ollas uraufgeführt.
Seit 2019 bringen Christoph Tiemann und das Theater ex libris den Roman als Live-Hörspiel an wechselnden Orten mit begleitender Dia-Show und Live-Musik auf die Bühne.

## Vertonungen
Der englische Komponist Philip Feeney komponierte 1997 zum 100. Jubiläum des Romans das Ballett Dracula für das Northern Ballet Theatre.
1999 komponierte Philip Glass eine neue Musik für Tod Brownings Verfilmung von 1931. Die erste Einspielung der neuen Partitur übernahm das renommierte Kronos Quartet.
2008 veröffentlichte das Nürnberger Gothic Jazz Orchestra das Hörspielkonzert „Der Graf“. Die unter Berücksichtigung der historischen Figur Vlad III. Drăculea entstandene Romanbearbeitung wurde mit einer neunteiligen programmmusikalischen Vertonung der Figuren, Orte und Affekte des Romans kombiniert. Komponiert wurde der Zyklus von dem Nürnberger Musiker Andreas Wiersich.

## Comics
Von Dracula existieren etliche Comic-Adaptionen, von denen auch einige auf Deutsch veröffentlicht wurden. Diese halten sich mal enger, mal nur entfernt an die Romanvorlage von Bram Stoker, zuweilen – als Comic zum Film – auch nur mittelbar. Die wichtigsten Dracula-Comics sind:
- Dracula ist eine regelmäßig auftauchende Superschurkenfigur im Universum der Marvel Comics. (Siehe auch Figuren aus dem Marvel-Universum und Tomb of Dracula).
- Der österreichische Autor Reinhard Wegerth ließ Dracula als Graf Schleckerl im Wien der Zwischenkriegszeit weiter sein Unwesen treiben (Zeichner: Herbert Pasteiner).
- Der Spanier Fernando Fernández schuf seine Dracula-Adaption 1982. Auf Deutsch erschien das zweibändige Werk als Band 1 und 2 der Bastei-Alben-Reihe Gespenster-Geschichten präsentiert:.[33]
- Dracula – Symphonie des Grauens von Jon J. Muth, der sich eng an der Roman-Vorlage orientiert.[34]
- Bram Stoker’s Dracula von Mike Mignola, John Nyberg und Roy Thomas, ist der Comic zum opulenten Film von Francis Ford Coppola. Auf Deutsch zunächst zeitnah zum 1992 in die Kinos gekommenen Film im Feest Verlag erschienen,[35] wurde der Band mit restaurierter Colorierung und um Bonus-Material ergänzt, 2019 bei Panini Comics erneut veröffentlicht.[36]
- Auf Draculas Spuren ist eine dreiteilige Comic-Reihe, geschrieben von Yves Huppen, die sich mit der Entstehung des Mythos beschäftigt und dabei sowohl Vlad III als auch Bram Stoker in je einem Band in den Fokus nimmt.
- Dracula von Pascal Croci und Francoise-Sylvie Pauly – der zweiteilige Comic widmet sich im ersten Teil dem historischen Vorbild Vlad Tempes, der zweite Teil adaptiert dann Bram Stokers Roman.[37][38]
- Der Manga Hellsing, welcher von 1997 bis 2008 veröffentlicht wurde, ist keine Umsetzung des Romans von Bram Stoker, greift aber viele Elemente von diesem auf. Neben der Ableitung des Namens von Stokers Figur Abraham van Helsing, ist auch die Figur Alucard aus dem Manga vom Roman entliehen. Alucard – was rückwärts gelesen Dracula ergibt – ist ebenfalls ein Vampir. Außerdem wird im Manga ein Zusammenhang zwischen dem Roman Dracula und der Hintergrundgeschichte Alucards hergestellt.
- Dracula von Georges Bess, Splitter 2020.[39] Diese Version wurde von der französischen web-site BDZoom als die „ultimative Adaption“ von Bram Stokers Werk betitelt.[40]
- Lugosi von Koren Shadmi, behandelt nicht den mythischen Vampir, sondern beschreibt die Lebensgeschichte des „ersten Hollywood-Draculas“, des Schauspielers Bela Lugosi.[41]

## Verfilmungen (Auswahl)
Es gibt viele Filme und Serien, die sich des Motivs des Vampirs bedienen (siehe: Liste von Vampirfilmen und -serien), in mehreren Hundert davon tritt die Figur des Dracula in Erscheinung (ein Überblick: siehe Kategorie:Film über Dracula). Laut Guinness-Buch der Rekorde ist Dracula die am häufigsten im Film dargestellte literarische Figur überhaupt.
Bekanntheit erlangten besonders die Darstellungen von Max Schreck (1922), Bela Lugosi (1931), Christopher Lee (1958), Frank Langella (1979), Klaus Kinski (1979) und Gary Oldman (1992).
Der erste Film, in dem die Figur des Dracula in Erscheinung trat, war der ungarische Stummfilm Drakula halála („Draculas Tod“) von 1921. Von der Titelfigur abgesehen hat dieser Film allerdings mit Stokers Roman wenig bis nichts zu tun – zumindest soweit man heute weiß, da der Film verschollen ist. Der erste Film, der in großen Zügen dem Originalroman folgte, war im darauffolgenden Jahr die deutsche Produktion Nosferatu – Eine Symphonie des Grauens – hier wurden jedoch aus urheberrechtlichen Gründen die Namen aus Stokers Buch nicht verwendet, Dracula erscheint unter dem Namen „Graf Orlok“. Außerdem wurden aus demselben Grund auch der Hauptschauplatz sowie etliche Details der Handlung abgeändert; trotzdem klagte Stokers Witwe erfolgreich wegen einer Urheberrechtsverletzung und der Film, der eigentlich vernichtet werden sollte, blieb nur erhalten, da bereits zahlreiche Kopien verbreitet worden waren.
Die erste offizielle Verfilmung von Bram Stokers Dracula war die gleichnamige amerikanische Produktion von 1931, die allerdings großteils auf einer bereits seit mehreren Jahren gespielten Bühnenadaption basierte und sich mit dem Originalmaterial ebenfalls einige Freiheiten erlaubte.
Alle Verfilmungen haben gewisse Änderungen gegenüber der literarischen Vorlage vorgenommen. Beispielsweise werden oft Nebenfiguren weggelassen oder anders definiert als im Buch. So ist etwa Dr. Seward, bei Stoker ein Irrenarzt und Verehrer von Lucy, in Dracula von 1931 Lucys Vater, in Dracula von 1958 ein unbedeutender Hausarzt, in Nachts, wenn Dracula erwacht von 1970 der Assistent von Irrenhausdirektor Van Helsing, in Dracula von 2002 der Vater von Mina usw., in vielen Verfilmungen kommt er wiederum gar nicht vor. Ausufernde Handlungsstränge werden vereinfacht bzw. gestrichen. Auch einige Eigenschaften der Vampire wurden geändert. So kommt die Vernichtung durch Sonnenlicht zum ersten Mal in Nosferatu von 1922 vor. Als originalgetreueste Verfilmung gilt die britische TV-Miniserie Count Dracula von 1977.
Die unten aufgeführten Filme beziehen sich explizit auf den Roman, wenn sie auch der Vorlage in unterschiedlichem Maße treu bleiben. Seit den 2010er Jahren dient der Roman zudem als Vorlage für Serien.
| Jahr | Titel | Originaltitel                          | Regisseur                                                       | Titelrolle           |
| ---- | --- | -------------------------------------- | --------------------------------------------------------------- | -------------------- |
| 1922 | Nosferatu – Eine Symphonie des Grauens (freie Bearbeitung von Bram Stokers Roman)                                                                           | Nosferatu – Eine Symphonie des Grauens | Friedrich Wilhelm Murnau                                        | Max Schreck          |
| 1923 | Dracula halála (verlorener ungarischer Stummfilm. Produktionsjahr und – wahrscheinliche – Erstaufführung bereits 1921, gesicherte Premiere aber erst 1923.) | Dracula halála                         | Károly Lajthay                                                  | Paul Askonas         |
| 1931 | Dracula (vor allem basierend auf Hamilton Deanes Bühnenstück)                                                                                               | Dracula                                | Tod Browning                                                    | Bela Lugosi          |
| 1931 | Drácula (spanische Parallelproduktion der Browning-Verfilmung)                                                                                              | Drácula                                | George Melford, Enrique Tovar Ávalos                            | Carlos Villarías     |
| 1953 | Dracula in Istanbul (türkische Adaption) | Drakula Istanbul'da                    | Mehmet Mutar                                                    | Atif Kaptan          |
| 1956 | Dracula (Fernsehfilm – Episode 50 in Staffel 2 der Serie Matinee Theatre. Verschollen)                                                                      | Dracula                                | Lamont Johnson                                                  | John Carradine       |
| 1958 | Dracula | Dracula                                | Terence Fisher                                                  | Christopher Lee      |
| 1968 | Dracula (Fernsehfilm) | Dracula                                | Patrick Dromgoole                                               | Denholm Elliott      |
| 1970 | Nachts, wenn Dracula erwacht | El Conde Drácula                       | Jess Franco                                                     | Christopher Lee      |
| 1970 | (kein dt. Titel) (tschechische TV-Verfilmung des Romans) | Hrabě Drakula                          | Anna Procházková                                                | Ilja Racek           |
| 1970 | Jonathan (einige Originalszenen aus dem Roman, in eine neue Handlung eingebettet)                                                                           | Jonathan                               | Hans W. Geißendörfer                                            | Paul Albert Krumm    |
| 1973 | Dracula (Fernsehfilm) | Dracula                                | Jack Nixon-Browne                                               | Norman Welsh         |
| 1973 | Graf Dracula (TV-Adaption) | Dan Curtis’ Dracula                    | Dan Curtis                                                      | Jack Palance         |
| 1977 | Count Dracula (Fernsehfilm) | Count Dracula                          | Philip Saville                                                  | Louis Jourdan        |
| 1979 | Nosferatu – Phantom der Nacht (Neuverfilmung von Murnaus Nosferatu)                                                                                         | Nosferatu – Phantom der Nacht          | Werner Herzog                                                   | Klaus Kinski         |
| 1979 | Dracula ’79 (Remake der Browning-Adaption) | Dracula                                | John Badham                                                     | Frank Langella       |
| 1980 | (kein dt. Titel) (Fernsehverfilmung von Deanes Bühnenstück)                                                                                                 | Passion of Dracula                     | Bob Hall                                                        | Christopher Bernau   |
| 1992 | Bram Stoker’s Dracula | Dracula                                | Francis Ford Coppola                                            | Gary Oldman          |
| 1995 | Dracula – Tot aber glücklich (Parodie von Brownings und Coppolas Adaptionen)                                                                                | Dracula: Dead and Loving it            | Mel Brooks                                                      | Leslie Nielsen       |
| 2000 | Shadow of the Vampire (Hommage an und Satire über Murnaus Nosferatu)                                                                                        | Shadow of the Vampire                  | E. Elias Merhige                                                | Willem Dafoe         |
| 2002 | Dracula: Pages from a Virgin’s Diary (Kombination aus Stummfilm und Ballett)                                                                                | Dracula: Pages from a Virgin’s Diary   | Guy Maddin                                                      | Wei-Qiang Zhang      |
| 2002 | Dracula (Fernsehfilm) | Il Bacio di Dracula                    | Roger Young                                                     | Patrick Bergin       |
| 2006 | Dracula (Fernsehfilm) | Dracula                                | Bill Eagles                                                     | Marc Warren          |
| 2008 | Bram Stokers Draculas Gast (nach dem später extra veröffentlichten Einführungskapitel Draculas Gast)                                                        | Dracula's Guest                        | Michael Feifer                                                  | Andrew Bryniarski    |
| 2012 | Dario Argentos Dracula | Dracula 3D                             | Dario Argento                                                   | Thomas Kretschmann   |
| 2013 | Dracula (Fernsehserie) | Dracula                                | Steve Shill, Andy Goddard, Nick Murphy, Brian Kelly, Tim Fywell | Jonathan Rhys Meyers |
| 2020 | Dracula (Miniserie) | Dracula                                | Jonny Campbell, Paul McGuigan, Damon Thomas                     | Claes Bang           |
| 2023 | Die letzte Fahrt der Demeter (nach dem 7. Kapitel des Romans – Logbuch der „Demeter“)                                                                       | The Last Voyage of the Demeter         | André Øvredal                                                   | Javier Botet         |
| 2023 | Nosferatu (Remake von Murnaus Nosferatu. Gedreht 2016) | Nosferatu: A Symphony of Horror        | David Lee Fisher                                                | Doug Jones           |
| 2024 | Nosferatu – Der Untote (Neuverfilmung von Murnaus Nosferatu)                                                                                                | Nosferatu                              | Robert Eggers                                                   | Bill Skarsgård       |
| 2025 | Dracula – Die Auferstehung | Dracula: A Love Tale                   | Luc Besson                                                      | Caleb Landry Jones   |